# Stéphane Franke
Stéphane Oliver Franke (Versailles, 12 febbraio 1964 – Potsdam, 23 giugno 2011) è stato un mezzofondista tedesco di origine francese.

## Biografia
Nato in Francia, rappresentò la Germania alle competizioni. Ai Campionati europei di atletica leggera 1994 di Helsinki vinse il bronzo nei 10.000 metri piani venendo superato dallo spagnolo Abel Antón (medaglia d'oro) e dal belga Vincent Rousseau. Ottenne un altro bronzo agli europei del 1998 di Budapest sempre nei 10.000 metri, alle spalle del portoghese António Pinto e del proprio connazionale Dieter Baumann.
È scomparso nel 2011 all'età di 47 anni a causa di un linfoma.

## Palmarès
| Anno | Manifestazione | Sede     | Evento       | Risultato | Prestazione | Note |
| ---- | -------------- | -------- | ------------ | --------- | ----------- | ---- |
| 1994 | Europei        | Helsinki | 10.000 metri | Bronzo    | 28'07"95    |      |
| 1998 | Europei        | Budapest | 10.000 metri | Bronzo    | 27'59"90    |      |

## Altre competizioni internazionali
1993
- Bronzo alla IAAF Grand Prix Final ( Londra), 5000 m – 13'25"36

1994
- Coppa Europa di atletica leggera ( Birmingham)
- 4º in Coppa del mondo ( Londra), 10000 m piani – 28'32"07

1998
- Oro alla Great South Run ( Portsmouth) – 47'40"